# Olympische Winterspiele 2002/Teilnehmer (Thailand)
| Gelbes Symbol für Goldmedaillen mit stilisierten Olympischen Ringen | Graues Symbol für Silbermedaillen mit stilisierten Olympischen Ringen | Braundes Symbol für Bronzemedaillen mit stilisierten Olympischen Ringen |
| ------------------------------------------------------------------- | --------------------------------------------------------------------- | ----------------------------------------------------------------------- |
| —                                                                   | —                                                                     | —                                                                       |

Thailand nahm an den Olympischen Winterspielen 2002 mit einem Athleten teil. Es war die erste Teilnahme Thailands an Olympischen Winterspielen.

## Skilanglauf
Herren
- Prawat Nagvajara
Sprint Freistil: 66. Platz
30 km Freistil: DNF